# Robert Esnault-Pelterie
Robert Albert Charles Esnault-Pelterie (8 de noviembre de 1881 - 6 de diciembre de 1957) fue un diseñador pionero de aeronaves francés, uno de los primeros teóricos del vuelo espacial. También es conocido por ser el inventor de la "palanca de mando" para el control de vuelo.

## Biografía

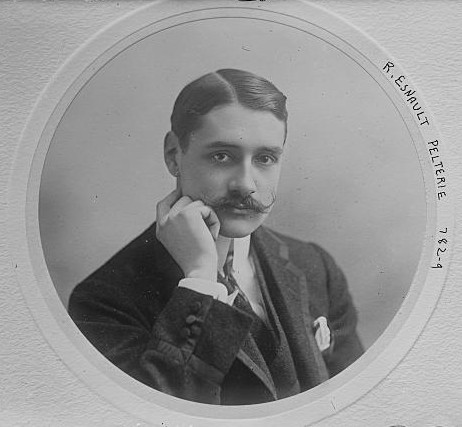
Esnault-Pelterie (1909)

Nació en París en 1881, hijo de un industrial textil. Se formó en la Facultad de Ciencias, estudiando ingeniería en la Sorbona.
Combatió en la Primera Guerra Mundial, siendo nombrado Oficial de la Legión Honor.
En noviembre de 1928 (a bordo del transatlántico Ile de France, mientras navegaba hacia Nueva York) se casó con Carmen Bernaldo de Quirós, hija de Antonio Bernaldo de Quirós y de Yvonne Cabarrús, y nieta del general marqués de Santiago, grande de España, y cabeza de la Casa Militar de la Reina Isabel II.
Falleció en la ciudad suiza de Ginebra en 1957.

## Experimentos de vuelo
Los primeros experimentos en 1902 de Esnault-Pelterie en aviación estuvieron basados en el planeador de los hermanos Wright. Su primer diseño de planeador fue probado en una playa cercana a Calais, pero fue un fracaso debido al todavía incipiente conocimiento de las leyes del vuelo, abandonando este diseño por considerarlo muy peligroso. Descartado el diseño de los Wright, desarrolló el concepto del alerón, disponiendo un par de superficies parciales de control de la sección aerodinámica delante de las alas.

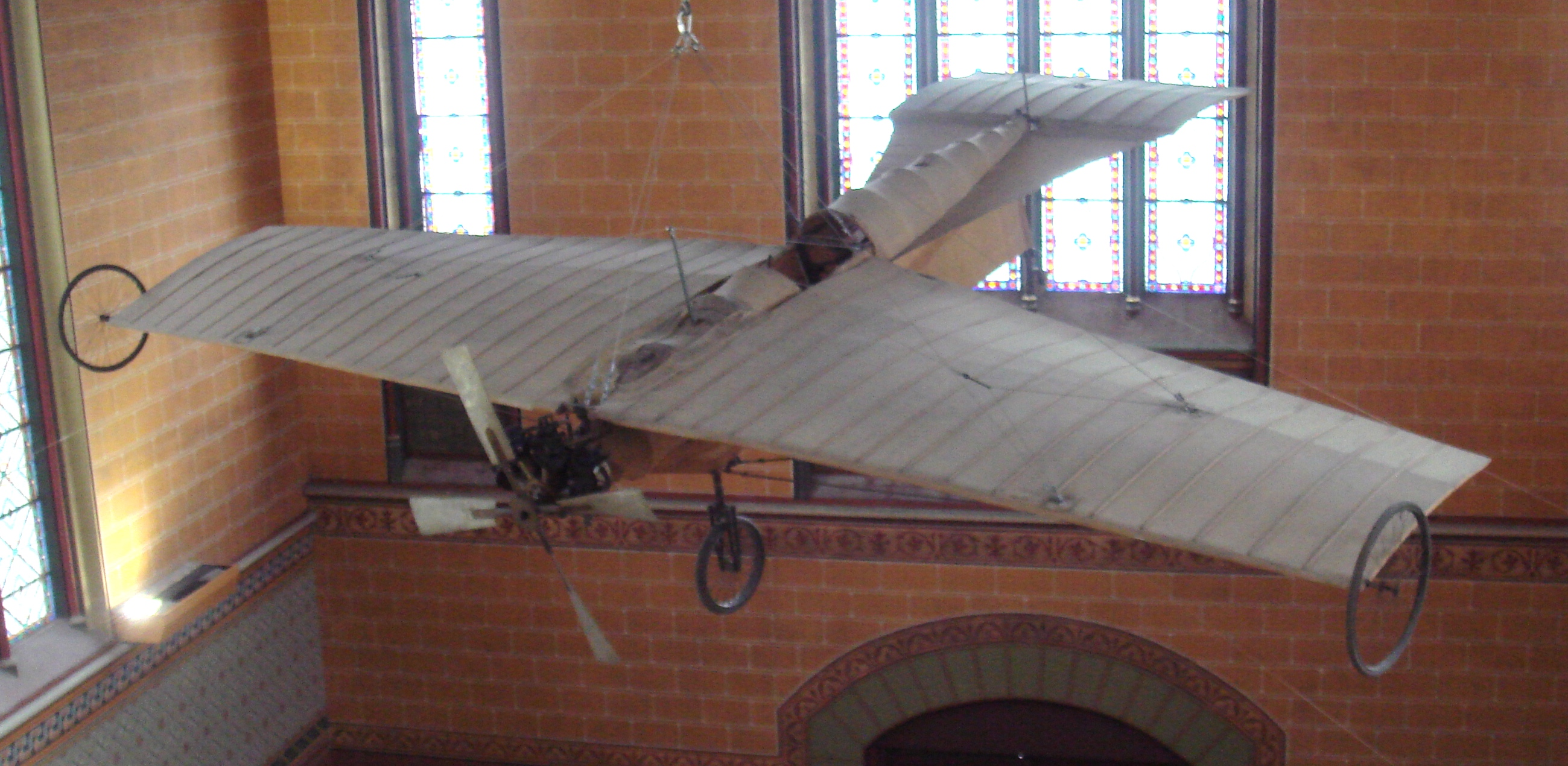
Aeroplano Esnault-Pelterie de 1908.

En 1906 comenzó sus primeros experimentos en vuelo remolcado. El 19 de septiembre de 1906 logró volar 500 m, realizando su primer vuelo motorizado el 10 de octubre de 1907 a lo largo de una distancia de 100 m con el Pelterie I (o R.E.P. I), propulsado por un motor refrigerado por aire de siete-cilindros, 30 caballos de potencia y diseñado por él mismo.

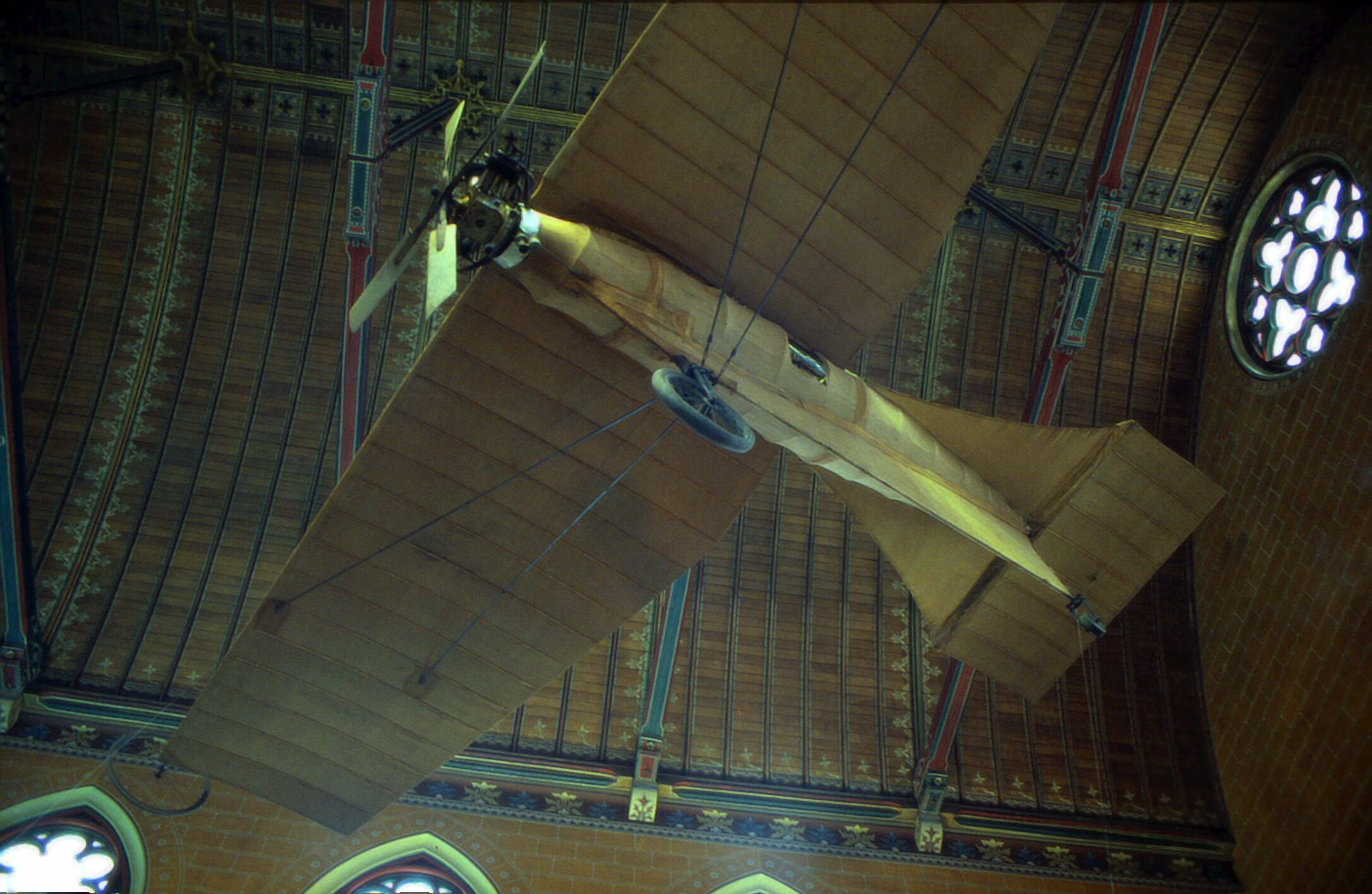
Aeroplano Esnault-Pelterie de 1908

Las pruebas del monoplano Pelterie II se iniciaron el 8 de junio de 1908. Con esta aeronave logró un registro de 1.200 m de vuelo, consiguiendo una altitud de 30 m. Después de que una versión modificada de este aparato volase por última vez en 1909 en Reims, Pelterie dejó de volar y se centró en el desarrollo y en la fabricación de aeronaves.
El Vickers R.E.P. Type Monoplane estuvo basado en sus diseños, y supuso el inicio de la producción de aeronaves en la compañía que posteriormente se convertiría en la Vickers Limited.

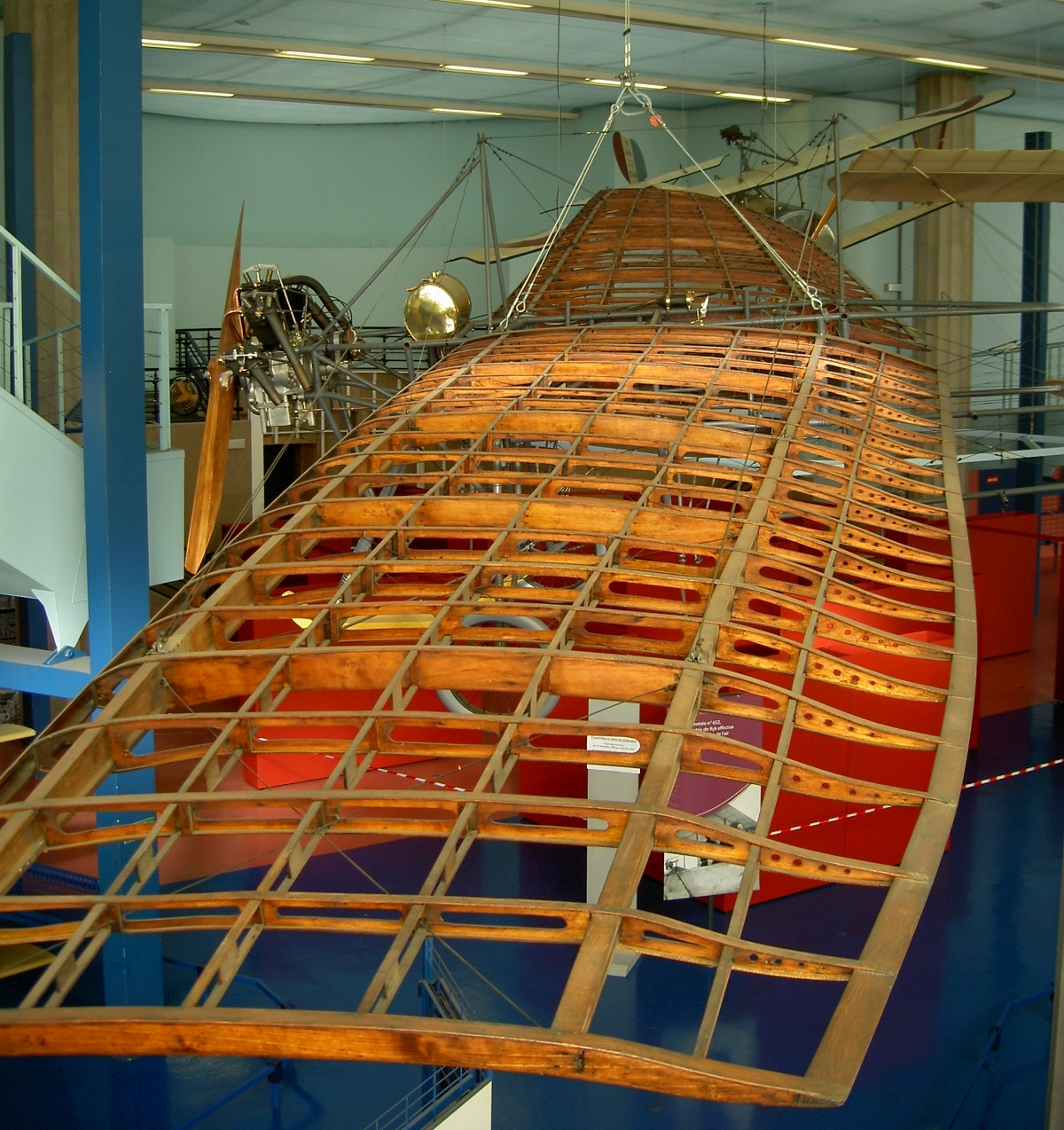
La estructura del ala del R.E.P Type D Monoplane, 1911.

Su familia había realizado fuertes inversiones para financiar sus diseños de aeronaves, lo que les había dejado prácticamente arruinados. Aun así, fue el inventor de la "palanca de mando" para el control de vuelo, y poseía una patente sobre su diseño. Tras la Primera Guerra Mundial estuvo implicado en una serie de litigios sobre esta patente, debido a que numerosas aeronaves construidas durante la guerra habían utilizado este diseño, y las compañías fabricantes de aeronaves le debían los derechos correspondientes. Finalmente ganó el litigio, y los derechos subsiguientes le hicieron un hombre rico. Esto también le permitió reparar las cuantiosas inversiones que había efectuado su padre.

## Cohetes
Ya había estado interesado con anterioridad en los viajes espaciales, por lo que en 1913 publicó un artículo en el que presentó la ecuación del cohete  (desconociendo los trabajos realizados previamente por el ruso Tsiolkovsky en 1903), en el que calculaba las energías necesarias para lograr enviar naves a la Luna y a los planetas cercanos. En este artículo proponía el uso de la energía atómica, utilizando 400 kg de radio para propulsar un vehículo interplanetario. Su trabajo culminante fue L'Astronautique, publicado en 1930. Una versión posterior publicada en 1934 incluía detalles sobre viajes interplanetarios y sobre los usos de la energía nuclear.
El 8 de junio de 1927 expuso una ponencia ante la Sociedad Astronáutica Francesa  titulada "L'exploración par fusées de la très haute atmosphère et la possibilité des viajes interplanétaires", (La exploración con cohetes de la atmósfera superior y la posibilidad de viajes interplanetarios), en la que mostró sus ideas acerca de la exploración del espacio exterior utilizando la propulsión de cohetes. Jean-Jacques Barre asistió a esta conferencia, cruzándose posteriormente entre ambos una serie de cartas sobre el tema de los cohetes.
En 1929 propuso la idea del misil balístico para bombardeo militar, y ya en 1930 Esnault y Barre habían persuadido al Departamento de Guerra francés para financiar un estudio de este concepto. En 1931, ambos comenzaron a experimentar con varios tipos de sistemas de propulsión del cohete, incluyendo propelentes líquidos. Ese mismo año hicieron una demostración de un motor cohete propulsado con gasolina y oxígeno líquido. Durante un experimento con un diseño de cohete que utilizaba tetranitrometano, Esnault perdió tres dedos de su mano derecha debido a una explosión. Desafortunadamente su trabajo no fue suficiente para galvanizar un interés prolongado acerca de los cohetes en Francia.

## Legado
Entre sus intereses estaban la equitación, el golf, la acampada y la conducción de automóviles. A lo largo de su vida registro aproximadamente 120 patentes, abarcando una gran variedad de campos: desde la metalurgia a las suspensiones de los automóviles. Fue el inventor de la "palanca de mando" para el control de aeronaves, de motores radiales, y de un nuevo tipo de bomba de combustible. También desarrolló la idea de la maniobra de los cohetes mediante vectores de empuje.

## Publicaciones
- L'Astronautique, Paris, A. Lahure, 1930.
- L'Astronautique-Complément, Paris, Société des Ingénieurs Civils de France,1935.

## Honores
- Miembro de la Academia Francesa.
- El cráter lunar Esnault-Pelterie lleva este nombre en su memoria.